# 30丁目駅
30丁目駅（英語：30th Street Station、30番通り駅とも）は、アメリカ合衆国フィラデルフィア市の鉄道駅である。南東ペンシルバニア交通局（SEPTA）及びアムトラックの主要拠点である。北東回廊の駅でもある。

## 概要

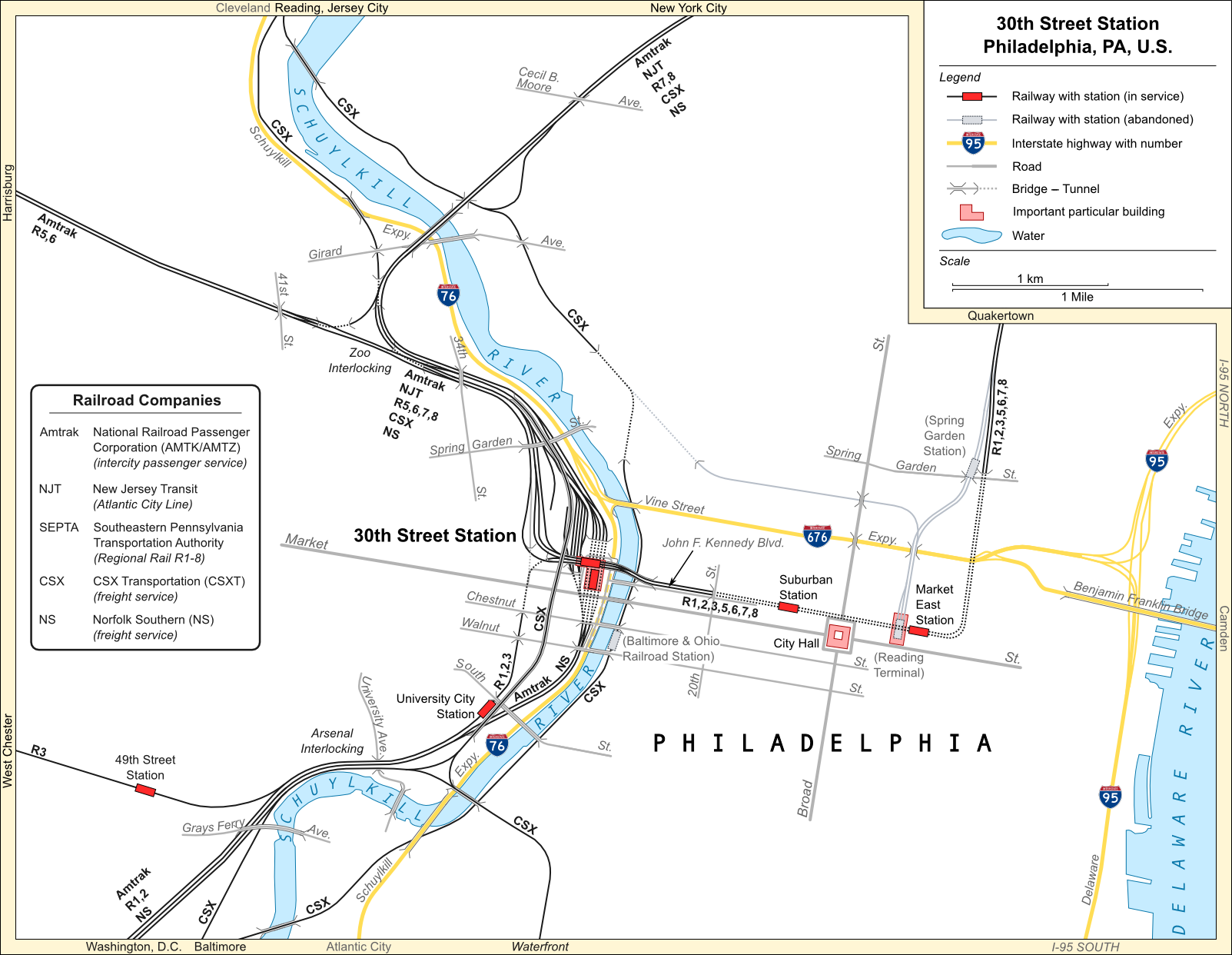
周辺の鉄道路線図

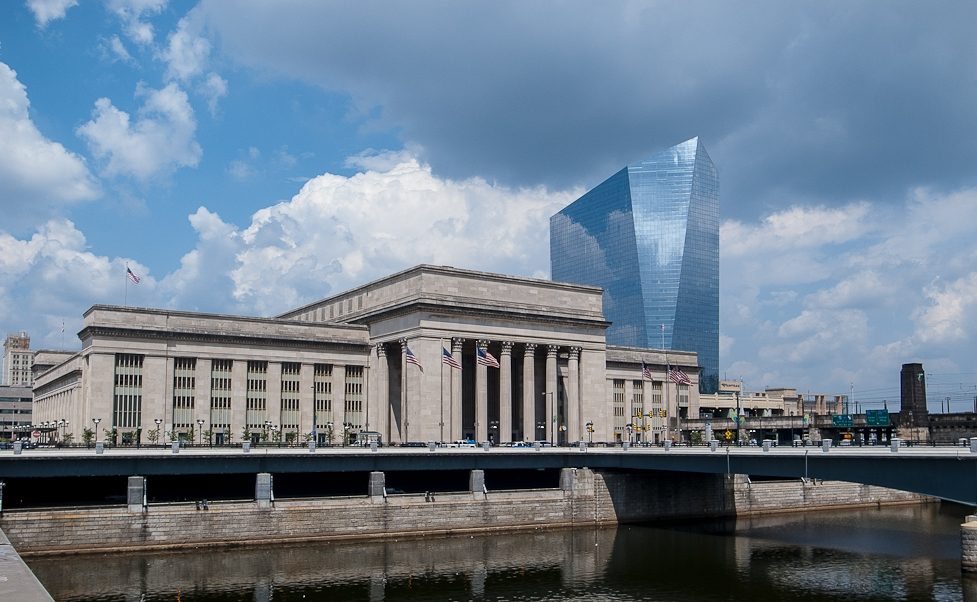
駅舎外観

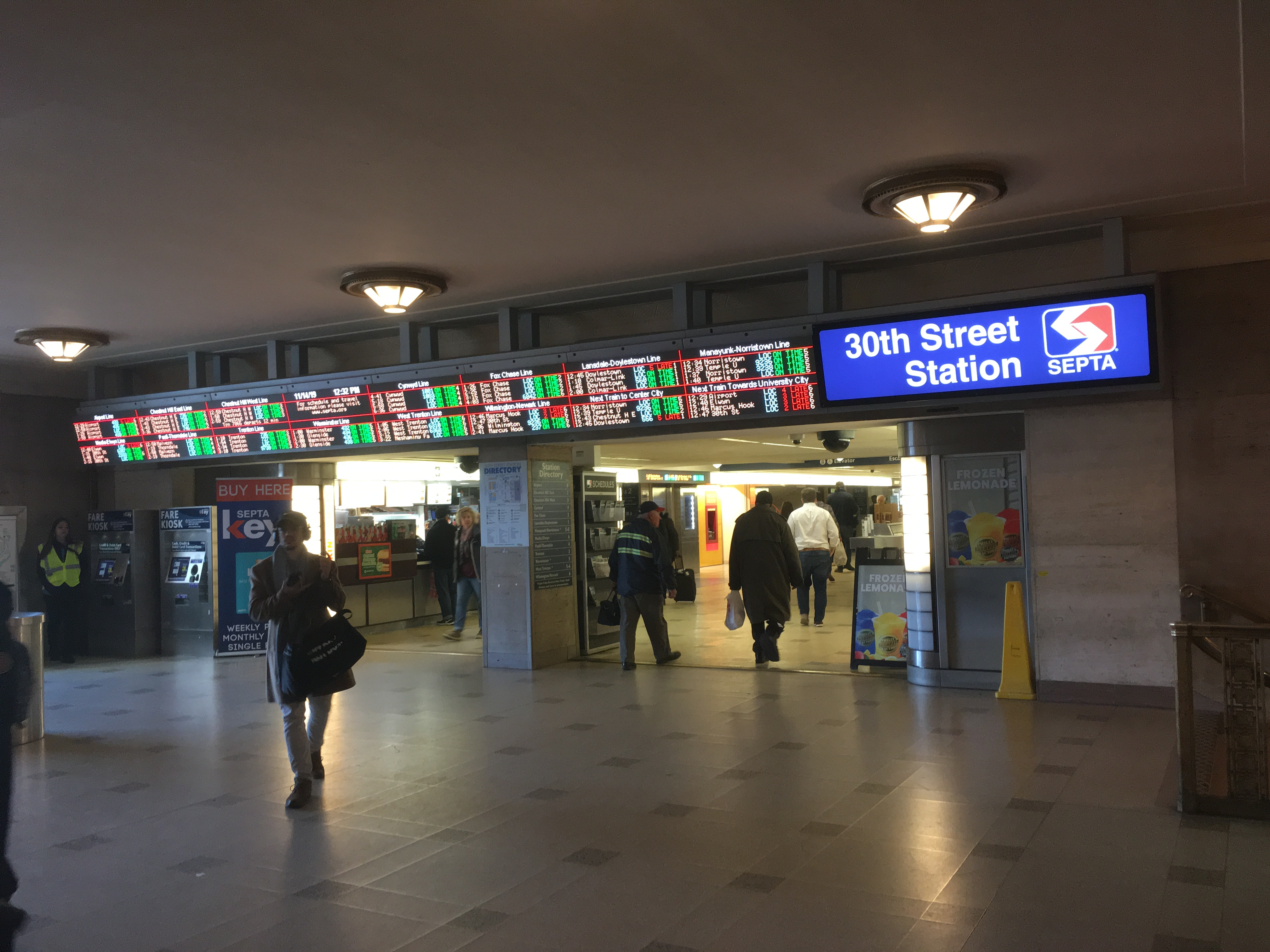
近郊線乗り場のエントランス

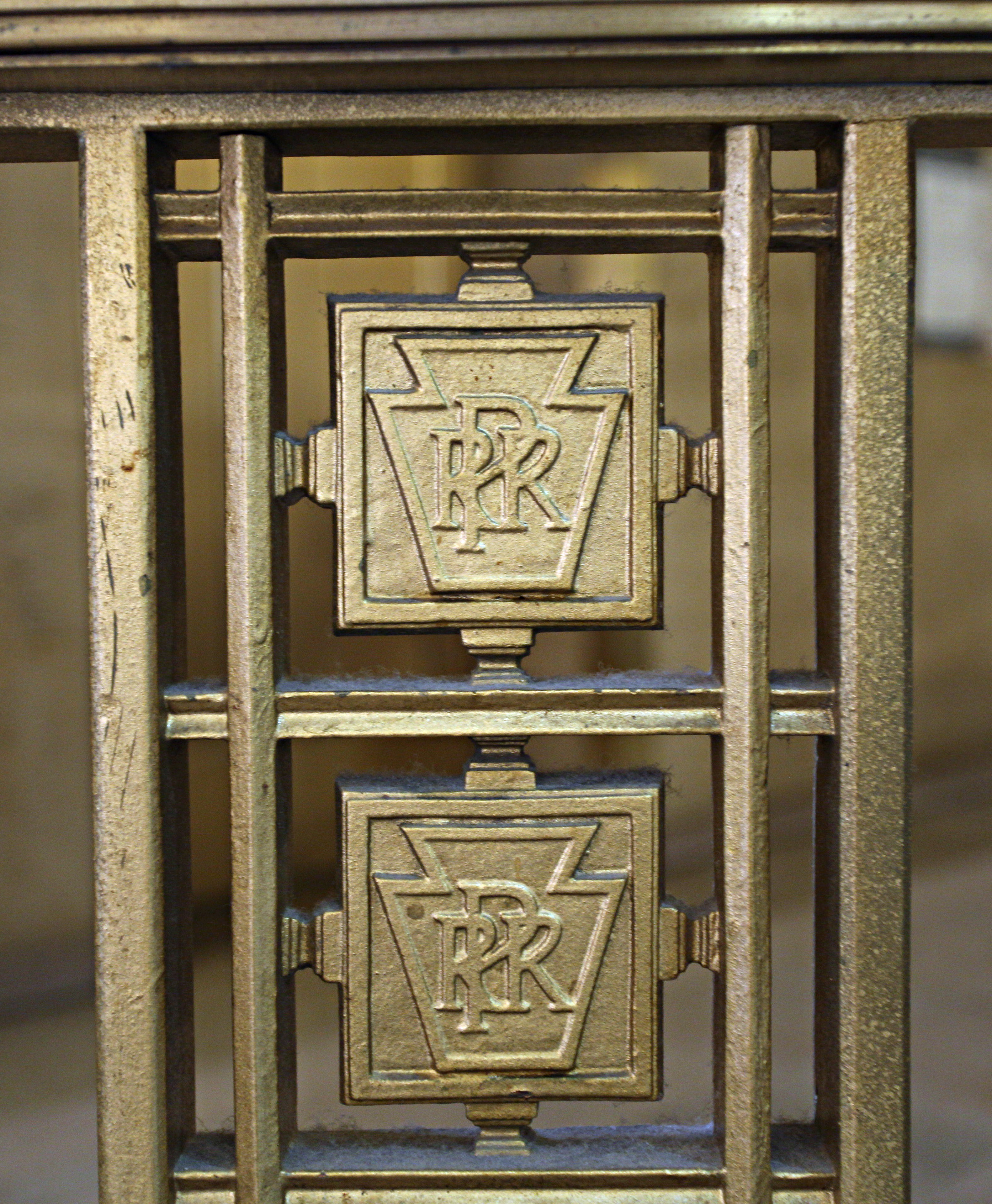
ペンシルバニア鉄道によって建設された

フィラデルフィアの都心の西方、スクールキル川の西岸に位置する。州内随一の利用者数を誇る大駅で路線バスのネットワークの中心でもある。SEPTA、アムトラック及びNJTの列車が当駅に停車する。 上階の三つの東西ホームはSEPTAの近郊線専用ホームとなり、下レベルにある南北ホームはアムトラックとNJTに使用される。
隣に地下鉄の駅があり、SEPTAマーケット・フランクフォード線（エル線）及びすべてのSEPTA地下地上線（10, 11, 13, 34と36系）がここに停車する。かつて地下鉄駅との連絡トンネルがあったが、1980年代に閉鎖された。
アムトラックの駅の中で年間の旅客数は全国第3位である。アムトラック専用ラウンジ「ClubAcela」があり、パスを所持するアムトラックゲスト会員、セレクト会員、アセラ・エクスプレスのファーストクラス旅客、夜行列車の寝台旅客等に利用可能。アムトラックの駅コードはPHL。ニューアーク・リバティー国際空港への列車にユナイテッド航空がコードシェアを行うため、空港コードZFVも割り当てられる。
ペンシルベニア大学のメインキャンパスが隣接しており、大学関係者の利用が多い駅である。

## 歴史
かつて、フィラデルフィアの中央駅は市役所のすぐ西側にあったブロードストリート駅（Broad Street Station）だったが、頭端式のため、ニューヨークからワシントンD.C.に向かう列車はこの駅で方向転換する必要があった。この不便を解消するため1930年代に新設されたのが30丁目駅である。しかしながらブロードストリート駅は都心立地で利便性が高かったため1952年まで使用され続け、解体された。
設計はシカゴの設計事務所グラハム・アンダーソン・プローブスト・アンド・ホワイト（ダニエル・バーナムの事務所の後継事務所）。建設は1927年に開始され、1933年に利用開始された。東西に設けられた建物入口には列柱が並ぶ車寄せがある。装飾は簡略化しており古典主義とモダニズムの間でバランスを保っている。巨大な待合室はトラバーチンで仕上げられ、格子天井は金、赤、クリーム色で華やかに彩飾されている。メインコンコースにあるペンシルベニア鉄道第二次大戦追悼メモリアルの存在もよく知られている。
建物は1991年に修復・リノベーションがなされ、商業施設やフードコート等が併設された。その後2100台収容の駐車場ビル及び駐車場ビルへの連絡橋が設置され、さらに2005年には29階建の超高層複合ビルシーラセンターも併設された。

## 発着している鉄道路線

### アムトラック
- アセラ・エクスプレス（Acela Express）
ボストン － ニューヨーク － フィラデルフィア － ワシントン D.C.
- ノースイースト・リージョナル（Northeast Regional）
ボストン － ニューヨーク － フィラデルフィア － ワシントン D.C.
- クレセント（Crescent）
ニューヨーク － フィラデルフィア － ワシントン D.C. － シャーロット － ニューオーリンズ
- カロリニアン（Carolinian）
ニューヨーク － フィラデルフィア － ワシントン D.C. － シャーロット
- キーストーン・サービス（Keystone Service）
ニューヨーク － フィラデルフィア － ハリスバーグ
- カーディナル（Cardinal）
ニューヨーク － フィラデルフィア － ワシントン D.C. － シンシナティ － シカゴ
- ペンシルベニアン（Pennsylvanian）
ニューヨーク － フィラデルフィア － ピッツバーグ
- シルバー・メティオ（Silver Meteor）、シルバー・スター（Silver Star）
ニューヨーク － フィラデルフィア － ワシントン D.C. － マイアミ
- パルメット（Palmetto）
ニューヨーク － フィラデルフィア － ワシントン D.C. － サバンナ
- バーモンター（Vermonter）
セント・オールバンズ － ニューヨーク － フィラデルフィア － ワシントン D.C.

### 南東ペンシルベニア交通局 (SEPTA)
- 空港線（Airport Line）
フィラデルフィア中心部 － フィラデルフィア国際空港
- ウィルミントン・ニューアーク線（Wilmington/Newark Line）
フィラデルフィア中心部 － ニューアーク － ウィルミントン
- ウォーミンスター線（Warminster Line）
フィラデルフィア中心部 － ウォーミンスター
- ミディア・エルウィン線（Media/Elwyn Line）
フィラデルフィア中心部 － デラウェア郡
- ウェストトレントン線（West Trenton Line）
フィラデルフィア中心部 － トレントン
- パオリ・ソーンデイル線（Paoli/Thorndale Line）
フィラデルフィア中心部 － チェスター郡
- ランズデイル・ドイルスタウン線（Landsdale/Doylestown Line）
フィラデルフィア中心部 － バックス郡
- キンウィッド線（Cynwyd Line）
フィラデルフィア中心部 － ローワーメリオン
- マナユンク・ノリスタウン線（Manayunk/Norristown Line）
フィラデルフィア中心部 － ノリスタウン
- チェスナットヒルイースト線（Chestnut Hill East Line）
フィラデルフィア中心部 － チェスナットヒル（フィラデルフィア北西部）
- トレントン線（Trenton Line）
フィラデルフィア中心部 － トレントン
- チェスナットヒルウェスト線（Chestnut Hill West Line）
フィラデルフィア中心部 － チェスナットヒル（フィラデルフィア北西部）
- フォックスチェイス線（Fox Chase Line）
フィラデルフィア中心部 － フォックスチェイス（フィラデルフィア北東部）

### ニュージャージ・トランジット (NJT)
- アトランティックシティ線（Atlantic City Line）
フィラデルフィア － アトランティックシティ